# Irish Open 1987
Die Irish Open 1987 im Badminton fanden vom 12. bis zum 15. Februar 1987 in Belfast statt.

## Sieger und Platzierte
| Disziplin    | Gold                        | Silber                         | Bronze                    |
| ------------ | --------------------------- | ------------------------------ | ------------------------- |
| Herreneinzel | Alex White                  | Uun Santosa                    | Alan McMillan             |
| Herreneinzel | Alex White                  | Uun Santosa                    | Anthony Gallagher         |
| Dameneinzel  | Sara Halsall                | Jennifer Allen                 | Anne Gibson               |
| Dameneinzel  | Sara Halsall                | Jennifer Allen                 | Heather Young             |
| Herrendoppel | Alex White Iain Pringle     | Billy Gilliland Dan Travers    | White Alan J. Crowther    |
| Herrendoppel | Alex White Iain Pringle     | Billy Gilliland Dan Travers    | Volker Eiber Ralf Rausch  |
| Damendoppel  | Karen Beckman Sara Halsall  | Jennifer Allen Elinor Allen    | Anne Gibson Jill Barrie   |
| Damendoppel  | Karen Beckman Sara Halsall  | Jennifer Allen Elinor Allen    | McGuineess S. Anderson    |
| Mixed        | Mike Tredgett Karen Beckman | Billy Gilliland Jennifer Allen | Iain Pringle Elinor Allen |
| Mixed        | Mike Tredgett Karen Beckman | Billy Gilliland Jennifer Allen | Gary Scott Sara Halsall   |

## Finalresultate
| Disziplin    | Sieger                      | Finalist                       | Ergebnis           |
| ------------ | --------------------------- | ------------------------------ | ------------------ |
| Herreneinzel | Alex White                  | Uun Santosa                    | 15:5, 15:8         |
| Dameneinzel  | Sara Halsall                | Jennifer Allen                 | 11:4, 11:5         |
| Herrendoppel | Alex White Iain Pringle     | Billy Gilliland Dan Travers    | 15:9, 12:15, 18:16 |
| Damendoppel  | Karen Beckman Sara Halsall  | Jennifer Allen Elinor Allen    | 15:6, 15:4         |
| Mixed        | Mike Tredgett Karen Beckman | Billy Gilliland Jennifer Allen | 15:7, 8:15, 15:11  |